# 黃承吉
黄承吉（1771年—1842年），字谦牧，号春谷。江苏江都人。清代官員。

## 生平
黄承吉是黄仰岑次子，生於乾隆三十六年（1771年），幼時聪慧，博覽群書，兼通中西曆算，十二歲時以《白蝶诗》为金棕亭博士所激赏。與江藩、焦循、李钟泗等关系密切，曾替焦循的《孟子正義》和《加減乘除釋》等書作序，時稱“江、焦、黄、李”之目，嘉庆三年（1798年）戊午科江南鄉試第一名舉人。嘉慶十年（1805年）中进士。曾任广西兴安、岑溪等县知縣。卒於道光二十二年（1842年）。著有《梦陔堂文集》十卷、《經說》、《讀周官記》、《讀毛詩記》等。